# Менса, Эванс
Эванс Менса (англ. Evans Mensah; род. 9 февраля 1998, Agona Swedru, Центральный регион) — ганский футболист, вингер.

## Карьера

### «Интер Эллайс»
Футбольную карьеру футболист начинал в ганской академии «Райт ту Дрим», скауты которого заметили молодого игрока на одном из просмотров. В 2015 году футболист присоединился к ганскому клубу «Интер Эллайс». В сезоне 2016 года в рамках ганской Премьер-лиги футболист стал одним из основных игроков. Дебютный гол забил 6 марта 2016 года в матче против клуба «Дримс». 

#### Аренда в ХИК
В августе 2016 года на правах арендного соглашения футболист присоединился к финскому клубу ХИК. Первый матч сыграл 30 августа 2016 года за резервную команду клуба «Клуби 04» против клуба «Киффен». Дебютный матч в за основную команду финского клуба сыграл 16 сентября 2016 года против клуба «Интер», выйдя на замену на 90 минуте. Вскоре стал серебряным призёром Кубка Финляндии, проиграв в финале 24 сентября 2016 года клубу СИК. Первым результативным действием за клуб отличился 30 сентября 2016 года в матче против клуба ХИФК, отдав голевую передачу. По итогу сезона вместе с клубом также стал серебряным призёром Вейккауслиги.

### ХИК

#### Сезон 2017
В ноябре 2016 года финский клуб официально сообщил о подписании футболиста на постоянной основе. Первый матч сыграл 28 января 2017 года в рамках Кубка Финляндии против клуба «Хонка». Дебютные голы за клуб забил 1 марта 2017 года в последнем кубковом матче на стадии группового этапа против клуба ХИФК, отличившись дублем. По итогу кубковых матчей вместе с клубом смог выйти в финал турнира, в полуфинальном матче 1 апреля 2017 года победив клуб «Ильвес». Первый матч в рамках чемпионата сыграл 5 апреля 2017 года против клуба ВПС. Первые голы в чемпионате забил 23 апреля 2017 года в матче против клуба «Йювяскюля», оформив дубль. Очередным дублем за клуб отличился 15 июня 2017 года в матче также против клуба «Йювяскюля». В конце июня 2017 года вместе с клубом отправился на квалификационные матчи Лиги Европы УЕФА. Первый матч в рамках еврокубкового турнира сыграл 29 июня 2017 года против валлийского клуба «Коннас-Ки Номадс». По итогу вместе с клубом дошёл до второго квалификационного раунда, где по сумме матчей уступил северомакедонскому клубу «Шкендия». Стал обладателем Кубка Финляндии, однако в самом финале участие не принимал. Также по итогу сезона стал чемпионом Вейккауслиги. Сам футболист отличился 10 забитыми голами во всех турнирах и 4 результативными передачами.

#### Сезон 2018
Первый матч в новом сезоне сыграл 20 января 2018 года в рамках Кубка Финляндии против клуба ПЕПО. Первый гол забил 18 марта 2018 года в матче против клуба ВПС. Снова вместе с клубом смог выйти в финал турнира, в полуфинале 2 апреля 2018 года победив клуб «Хонка». Первый матч в чемпионате сыграл 8 апреля 2018 года против клуба «Ильвес». Стал серебряным призёром Кубка Финляндии, где в финале 12 мая 2018 года проиграл клубу «Интер», однако сам футболист остался на скамейке запасных. Первый гол в рамках чемпионата забил 20 июня 2018 года против клуба КуПС. В следующем матче 5 июня 2018 года против клуба ВПС отличился забитым дублем. В июле 2018 года вместе с клубом отправился на квалификационные матчи Лиги чемпионов УЕФА. Первый матч в рамках главного еврокубкового турнира сыграл 10 июля 2018 года против исландского клуба «Викингур». В ответном матче 17 июля 2018 года отличился забитым голом и помог клубу выйти в следующий квалификационный раунд. В рамках второго квалификационного раунда по сумме матчей проиграл белорусскому БАТЭ и отправился на квалификации к Лиге Европы УЕФА. В конце августа 2018 года получил травму из-за которой затем выбыл почти до конца сезона, в последствии став двукратным чемпионом Вейккауслиги.

#### Сезон 2019
Новый сезон начал с матча Кубка Финляндии 2 февраля 2019 года против клуба «Мариехамн», выйдя на замену на 79 минуте. В своём первом матче в рамках чемпионата 3 апреля 2019 года против клуба «Интер» отличился также первыми забитыми голами, записав на свой счёт дубль. В июле 2019 года вместе с клубом на квалификационные матчи Лиги чемпионов УЕФА. В рамках первого квалификационного раунда 16 июля 2019 года против фарерского клуба  «ХБ Торсхавн» отличился результативной передачей. В очередной раз вместе с клубом вылетел на втором квалификационном раунде, снова отправившись на квалификации к Лиге Европы УЕФА, где уступили латвийской «Риге». По окончании сезона футболист покинул клуб. 

### «Аль-Харитият»
В начале 2020 года футболист присоединился к катарскому клубу «Аль-Духаиль», откуда сразу же отправился на правах арендного соглашения в португальский клуб «Портимоненсе», где успел выступить лишь за молодёжную команду. В сентябре 2020 года футболист также на правах арендного соглашения присоединился к катарскому клубу «Аль-Харитият». Дебютировал за клуб 25 сентября 2020 года в матче Кубка звёзд Катара против клуба «Эр-Райян», отличившись дебютной результативной передачей. Дебютный гол за клуб забил 5 октября 2020 года против клуба «Аль-Ахли». Дебютный матч в чемпионате сыграл 18 октября 2020 года против клуба «Аль-Гарафа». Дебютный гол в рамках катарского чемпионата забил 7 января 2021 года в матче против клуба «Катар СК». По окончании арендного соглашения покинул клуб. 

### «Керамика Клеопатра»
В октябре 2021 года футболист перешёл в египетский клуб «Керамика Клеопатра». Дебютировал за клуб 26 октября 2021 года в матче против клуба «Эль-Гуна», выйдя на замену на 64 минуте. Дебютный гол за клуб забил 20 декабря 2021 года в матче против александрийского клуба «Аль-Иттихад». Закрепиться в основной команде клуба у ганского футболиста не получилось, в большинстве матчей оставаясь на скамейке запасных, лимбо выходя на замену на последних минутах основного времени матчей. В сентябре 2022 года покинул клуб. 

### «Торпедо-БелАЗ»
В мае 2023 года футболист присоединился к белорусскому клубу «Торпедо-БелАЗ». Дебютировал за клуб 3 июня 2023 года в матче против солигорского «Шахтёра», выйдя на замену на 77 минуте. Первым результативным действием за клуб отличился 11 июня 2023 года в матче против «Гомеля», отдав голевую передачу. В июле 2023 года продлил контракт с клубом до конца сезона. В июле 2023 года футболист вместе с клубом отправился на квалификационные матчи Лиги конференций УЕФА. Первый матч в рамках еврокубкового турнира сыграл 27 июля 2023 года против кипрского клуба АЕК. По итогу ответного матча кипрский АЕК по сумме матчей оказался сильнее и вышел в следующий раунд. Дебютный гол за клуб забил 5 сентября 2023 года в матче Кубка Беларуси против «Нивы». На протяжении сезона футболист был одним из основных игроков клуба, отличившись забитым голом и результативной передачей во всех турнирах. По итогу сезона футболист вместе с клубом стал бронзовым призёром чемпионата. В декабре 2023 года футболист покинул клуб по окончании срока действия контракта.

## Международная карьера
В 2016 году футболист вместе с национальной сборной Ганы отправился на квалификационные матчи Кубка африканских наций. В 2019 году вместе с молодёжной сборной Ганы до 23 лет принимал участие в молодёжном Кубке африканских наций. 

## Достижения
ХИК
- Чемпион Финляндии (2): 2017, 2018
- Обладатель Кубка Финляндии: 2016/17